# Laura Pirovano
Laura Pirovano, née le 20 novembre 1997, est une skieuse italienne polyvalente.

## Biographie
Elle fait ses débuts en Coupe d'Europe en février 2014, puis en Coupe du monde en décembre 2015 pour une course à Lienz. Elle retrouve le circuit mondial de manière plus durable à partir de la saison suivante où elle est alignée en géant. Elle ne marque aucun point dans la saison, mais est sacrée championne du monde junior de la discipline le 12 mars 2017. La même saison, elle termine seconde du classement de coupe d'Europe de descente, ce qui lui offre une place en coupe du monde de descente pour la saison 2017-2018.
Pour la course d'ouverture de cette saison 2017-2018, elle marque ses premiers points mondiaux avec une dix-neuvième place au géant de Sölden. Quelques jours plus tard, lors d'une session d'entrainement au slalom à Copper Mountain elle chute et se blesse au tibia,,. De retour à la compétition en janvier 2018 à Cortina d'Ampezzo, elle est alignée sur les épreuves de vitesse. Après deux descentes terminée au-delà de la trentième place, elle chute et se blesse gravement au genou droit (rupture de ligament croisé antérieur et du ménisque) lors du super-G le 21 janvier,. Elle reprend la compétition à la fin de l’année en alternant courses FIS, coupe d'Europe et coupe du monde, mais sans parvenir à marquer de points mondiaux.

## Palmarès

### Coupe du monde
Laura Pirovano participe à la coupe du monde depuis la saison 2015-2016, essentiellement en slalom géant.
- Meilleur classement général : 114e en 2018 (12 points);
- Meilleur classement en slalom géant : 40e en 2018 (12 points);
- Meilleur résultat : 19e lors du géant de Sölden en 2018.

#### Différents classements en Coupe du monde
| Année/Classement | Année/Classement | Général | Général | Descente | Descente | Super-G | Super-G | Slalom géant | Slalom géant |
| ---------------- | ---------------- | ------- | ------- | -------- | -------- | ------- | ------- | ------------ | ------------ |
| Année/Classement | Année/Classement | Class   | Points  | Class    | Points   | Class   | Points  | Class        | Points       |
| 2016             | 2016             | -       | 0       | -        | -        | -       | -       | -            | 0            |
| 2017             | 2017             | -       | 0       | -        | -        | -       | -       | -            | 0            |
| 2018             | 2018             | 114e    | 12      | -        | 0        | -       | 0       | 40e          | 12           |
| 2019             | 2019             | -       | 0       | -        | -        | -       | -       | -            | 0            |

### Coupe d’Europe
Présente en coupe d'Europe depuis 2014, elle remporte sa première course en décembre 2015 lors du slalom géant de Kvitfjell.
- Troisième du classement général en 2016[9] (avec 648 points, soit 112 de moins qu'en 2017 ou elle termine quatrième[10]);
- Seconde du classement de descente en 2017 avec 377 points[2];
- Six podiums dont deux victoires[11].

### Championnats du monde junior
Laura Pirovano a participé a deux éditions des championnats du monde junior : Sotchi en 2016 et Åre en 2017. À chaque fois elle a pris part à quatre courses (descente, super-G, combiné alpin et slalom géant) et elle s'est imposée lors du slalom géant d'Åre en 2017.
| Édition / Épreuve    | Descente | Super G | Slalom géant | Combiné |
| -------------------- | -------- | ------- | ------------ | ------- |
| Mondiaux 2016 Sotchi | 11e      | 15e     | 9e           | abandon |
| Mondiaux 2017 Åre    | 18e      | 5e      | Or           | 7e      |